# Nationalkomitee Freies Deutschland

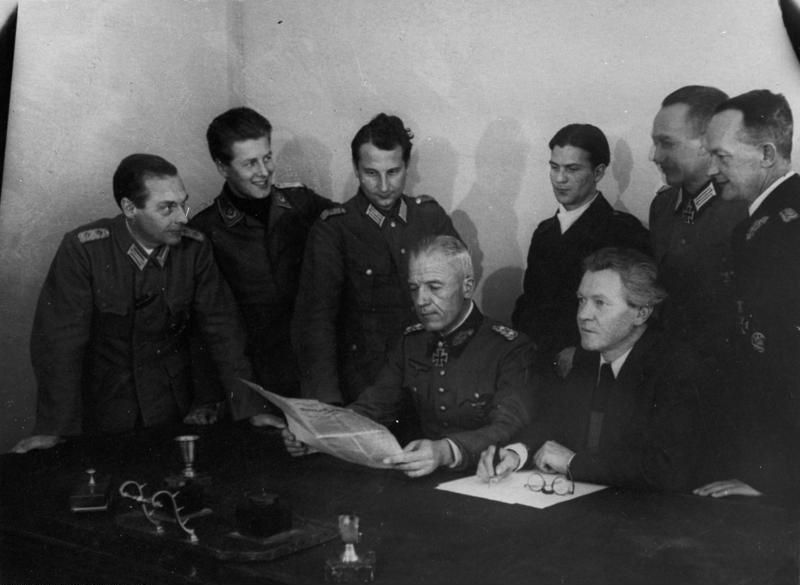
NKFD in 1943, zittend rechts: Erich Weinert, voorzitter, links daarnaast: General von Seydlitz

Het Nationalkomitee Freies Deutschland (KKFD, d.i. Nationaal Comité Vrij Duitsland) was een Duitse verzetsbeweging tijdens de Tweede Wereldoorlog.

## Voorgeschiedenis
In 1941 viel het Duitse leger op bevel van Adolf Hitler de Sovjet-Unie binnen. Men dacht de strijd goeddeels voor de aanvang van de winter te hebben beslecht, doch dit was niet het geval. Ondanks de enorme verliezen aan de zijde van het Rode Leger en de Russische burgerbevolking wisten de Sovjetlegers stand te houden. Bij het invallen van de winter van 1941/42 werd duidelijk dat de oorlog aan het oostfront een lange oorlog zou worden.

## Oprichting NKFD en betekenis
In de loop van 1942 werden steeds meer Duitse militairen krijgsgevangen gemaakt. Deze Duitse soldaten en officieren werden ondergebracht in krijgsgevangenkampen ver verwijderd van het front. Een aantal van hen besloot om antifascistische comités op te richten en werden hierin gesteund door de Russen. Na de Slag om Stalingrad (1943) geraakten er plotsklaps een enorm aantal Duitsers in krijgsgevangenschap, onder hen ook hoge officieren, waaronder veldmaarschalk Friedrich Paulus, de bevelhebber van het Duitse leger rondom Stalingrad. De Russische regering van Stalin zag het nut in om deze militairen "om te scholen" tot antifascisten aan de Anti-Fascistische School van Krasnogorsk en hen tezamen met andere in de USSR verblijvende antifascisten onder te brengen in een Duits antifascistisch comité. De meeste van de gevangengenomen officieren en soldaten bleken bereid te zijn zitting te nemen in zo'n comité, mits het niet communistisch zou zijn.
Op 12 en 13 juli 1943 vond de oprichting plaats van het Nationalkomitee "Freies Deutschland" (NKFD). Schrijver Erich Weinert, een communist, werd voorzitter. Hoewel een communist voorzitter werd, kreeg het NKFD een duidelijk nationalistisch tintje. Zo werd onder andere de oude keizerlijke vlag, de zwart-wit-rode vlag, de officiële vlag van het NKFD. De militaire afdeling van de NKFD kreeg de naam Bund Deutscher Offiziere (Bond van Duitse Officieren). Deze kwam onder leiding van Walther von Seydlitz, die voorzitter werd. De radiozender Freies Deutschland verzorgde propaganda-uitzendingen. Luidsprekerwagens werden naar het front gezonden om Duitse militairen te bewegen om te deserteren. Op 6 december 1944 volgde een oproep van "50 Duitse generaals" die zich in Sovjet-Russische krijgsgevangenschap bevonden gericht tot het Duitse volk en de Wehrmacht om zich tegen Hitler te keren en de oorlog te beëindigen.
Na de oorlog werd het NKFD ontbonden. Een aantal van de leden sloot zich in de Duitse Democratische Republiek aan bij de Nationaldemokratische Partei Deutschlands.

## Duitse antifascistische comités in andere landen
Ook in andere landen werden door de Duitse krijgsgevangen en antifascisten soortgelijke comités opgericht, waaronder in Groot-Brittannië (Bund Freie Deutschers) en in Frankrijk (Bund Freie Deutsche Wiederstand).